# Piet Dumortier
Piet Dumortier (9 novembre 1915 – 5 aprile 1945) è stato un calciatore olandese, di ruolo attaccante.